# Lijst van bewindslieden voor de ChristenUnie
Dit is een lijst van bewindslieden voor de ChristenUnie. Het betreft alle politici die voor de ChristenUnie minister of staatssecretaris in een Nederlands kabinet zijn geweest.
| Ambtsbekleder                                                       | Ambtsbekleder         | Ambtsbekleder              | Functie                                                | Begindatum       | Einddatum        | Kabinetten    |
| ------------------------------------------------------------------- | --------------------- | -------------------------- | ------------------------------------------------------ | ---------------- | ---------------- | ------------- |
|                                                                     | Piet Adema            | H. (Henk) Staghouwer       | Minister van Landbouw, Natuur en Voedselkwaliteit      | 3 oktober 2022   | 2 juli 2024      | Rutte IV      |
|                                                                     | Paul Blokhuis         | P. (Paul) Blokhuis         | Staatssecretaris van Volksgezondheid, Welzijn en Sport | 26 oktober 2017  | 10 januari 2022  | Rutte III     |
|                                                                     | Tineke Huizinga       | J.C. (Tineke) Huizinga     | Staatssecretaris van Verkeer en Waterstaat             | 22 februari 2007 | 23 februari 2010 | Balkenende IV |
| Minister van Volkshuisvesting, Ruimtelijke Ordening en Milieubeheer | Tineke Huizinga       | J.C. (Tineke) Huizinga     | 23 februari 2010                                       | 14 oktober 2010  |                  | Balkenende IV |
|                                                                     | Eimert van Middelkoop | E. (Eimert) van Middelkoop | Minister van Defensie                                  | 22 februari 2007 | 14 oktober 2010  | Balkenende IV |
| Minister voor Wonen, Wijken en Integratie                           | Eimert van Middelkoop | E. (Eimert) van Middelkoop | 23 februari 2010                                       | 14 oktober 2010  |                  | Balkenende IV |
|                                                                     | Maarten van Ooijen    | M. (Maarten) van Ooijen    | Staatssecretaris van Volksgezondheid, Welzijn en Sport | 10 januari 2022  | 2 juli 2024      | Rutte IV      |
|                                                                     | André Rouvoet         | A. (André) Rouvoet         | Minister voor Jeugd en Gezin                           | 22 februari 2007 | 14 oktober 2010  | Balkenende IV |
| Vicepremier                                                         | André Rouvoet         | A. (André) Rouvoet         |                                                        | 22 februari 2007 | 14 oktober 2010  | Balkenende IV |
| Minister van Onderwijs, Cultuur en Wetenschap                       | André Rouvoet         | A. (André) Rouvoet         | 23 februari 2010                                       | 14 oktober 2010  |                  | Balkenende IV |
|                                                                     | Carola Schouten       | C.J. (Carola) Schouten     | Minister van Landbouw, Natuur en Voedselkwaliteit      | 26 oktober 2017  | 10 januari 2022  | Rutte III     |
| 6 september 2022                                                    | Carola Schouten       | C.J. (Carola) Schouten     | Minister van Landbouw, Natuur en Voedselkwaliteit      | 3 oktober 2022   | Rutte IV         |               |
| Vicepremier                                                         | Carola Schouten       | C.J. (Carola) Schouten     | 26 oktober 2017                                        | 10 januari 2022  | Rutte III        |               |
| Vicepremier                                                         | Carola Schouten       | C.J. (Carola) Schouten     | 26 oktober 2017                                        | 10 januari 2022  | Rutte IV         |               |
| Minister voor Armoedebeleid, Participatie en Pensioenen             | Carola Schouten       | C.J. (Carola) Schouten     | 10 januari 2022                                        | 2 juli 2024      |                  |               |
|                                                                     | Arie Slob             | A. (Arie) Slob             | Minister voor Basis- en Voortgezet Onderwijs en Media  | 26 oktober 2017  | 10 januari 2022  | Rutte III     |
|                                                                     | Henk Staghouwer       | H. (Henk) Staghouwer       | Minister van Landbouw, Natuur en Voedselkwaliteit      | 10 januari 2022  | 6 september 2022 | Rutte IV      |